# Štětí
Štětí – miasto w Czechach, w kraju usteckim. Według danych z 2005 r. powierzchnia miasta wynosiła 5385 ha, a liczba jego mieszkańców 9200 osób.
W pobliżu miasta znajduje się śluza o długości 202 (długość użyteczna 150 m), wybudowana w roku 1911, zmodernizowana w latach 2000–2003 przez gdański NAVIMOR-INVEST.
W mieście rozwinął się przemysł celulozowo-papierniczy, bawełniany, spożywczy, elektrotechniczny oraz chemiczny.

## Demografia
| Rok             | 1970 | 1980 | 1991 | 2001 | 2003 |
| --------------- | ---- | ---- | ---- | ---- | ---- |
| Liczba ludności | 7016 | 9054 | 8571 | 9197 | 9165 |